# برج البنك الاحتياطي الجديد
برج البنك الاحتياطي الجديد (بالإنجليزية: New Reserve Bank Tower) هو مبنى مكون من 28 طابقًا في هراري في زيمبابوي. في 120 متر (394 قدم)، وهو أطول مبنى في زيمبابوي منذ اكتماله في عام 1997. يُعد المقر الرئيسي لبنك الاحتياطي في زيمبابوي.